# Jean-Guillaume Bart
Jean-Guillaume Bart (Saint-Denis, 7 giugno 1972) è un ex ballerino, coreografo e maestro di balletto francese, danseur étoile del balletto dell'Opéra di Parigi dal 2000 al 2008.

## Biografia
Dopo essere stato ammesso alla scuola di danza dell'Opéra di Parigi nel 1982, all'età di sedici anni si è unito al corps de ballet del balletto dell'Opéra di Parigi. L'anno dopo è stato promosso al rango di coryphée, nel 1991 a quello di solista e nel 1996 a primo ballerino della compagnia. Nel 2000 ha vinto il Prix Benois de la Danse ed è stato proclamato étoile del balletto della compagnia.
Il suo vasto repertorio con il balletto dell'Opéra di Parigi comprendeva tutti i maggiori ruoli maschili, tra cui Siegfried ne Il lago dei cigni, Apollo nell'Apollon musagète, Jean ne Les Sylphides, Basilio ed Espada in Don Chisciotte, Des Grieux ne L'Histoire de Manon, Frantz in Coppélia, Solor ne La Bayadère, Désiré ne La bella addormentata, Albrecht in Giselle e il fauno ne Il pomeriggio di un fauno.
Dopo il ritiro dalle scene nel 2008, Bart ha cominciato ad insegnare danza all'accademia dell'Opéra di Parigi. In aggiunta all'insegnamento, ha cominciato a coreografare dei balletti originali, tra cui un nuovo allestimento de La Source andato in scena all'Opéra Garnier nel 2011.